# Élections législatives djiboutiennes de 2013
Les élections législatives djiboutiennes de 2013 se sont déroulées le 22 février 2013.

## Mode de scrutin
Djibouti est doté d'un parlement bicaméral dont la chambre haute, le sénat, n'a pas encore été institué et dont la chambre basse est l'Assemblée nationale. Cette dernière est composée de 65 sièges dont les membres sont élus pour cinq ans au scrutin de liste bloquée dans cinq circonscriptions plurinominales de 3 à 35 sièges en fonction de leur population.
Le système électoral, bien qu'a priori proportionnel, est déformé par une très importante prime majoritaire. Dans chaque circonscription électorale, la liste en tête reçoit en effet d'emblée 80 % des sièges. Les sièges restants sont répartis aux autres listes ayant recueilli au moins 10 % des voix. Si elles sont plusieurs, les sièges sont repartis proportionnellement entre elles. S'il n'y en a aucune, la première liste reçoit tous les sièges. Avant la loi électorale de 2012, la liste en tête recevait l'intégralité des sièges.

## Résultats
La majorité présidentielle (UMP) emporte 61,5 % des voix et près de 85 % des sièges de l'Assemblée nationale (55 sur 65). Cependant, c'est la première fois depuis l'indépendance du pays que l'opposition obtient des élus à un scrutin national.
Le mode de scrutin favorise la liste en tête, et l'élection s'est jouée dans la ville de Djibouti. Avec 49,4 % des voix, l'UMP y obtient 28 élus alors qu'avec 47,6 % (soit 1 330 voix d'écart), l'USN n'obtient que sept sièges. Les résultats des circonscriptions de l'intérieur, en particulier Dikhil, Obock et Tadjourah où la majorité obtient plus de 80 % des voix, laisse penser que le scrutin n'y a pas été très régulier.
Ces résultats semblent confirmer l'analyse de Roland Marchal en 2011 : « Les élections à Djibouti ont été sans grande surprise depuis l'indépendance. […] Plus on s'éloigne de la capitale, plus la participation électorale et le soutien au président augmentent ».

## Résultats détaillés
|                           |                                             |         |      |        |               |  |  |  |  |
| Partis                    | Partis                                      | Voix    | %    | Sièges | +/-           |  |  |  |  |
|                           | Union pour la majorité présidentielle (UMP) | 74 016  | 61,5 | 55     | 10            |  |  |  |  |
|                           | Union pour le Salut National (USN)          | 42 897  | 35,7 | 10     | 10            |  |  |  |  |
|                           | Centre des démocrates unifiés (CDU)         | 3 389   | 2,8  | 0      | en stagnation |  |  |  |  |
|                           |                                             |         |      |        |               |  |  |  |  |
| Suffrages exprimés        | Suffrages exprimés                          | 120 302 | 98,1 |        |               |  |  |  |  |
| Votes blancs et invalides | Votes blancs et invalides                   | 2 345   | 1,9  |        |               |  |  |  |  |
| Total                     | Total                                       | 122 647 | 100  | 65     | en stagnation |  |  |  |  |
| Abstentions               | Abstentions                                 | 61 513  | 33,4 |        |               |  |  |  |  |
| Inscrits / participation  | Inscrits / participation                    | 184 160 | 66,6 |        |               |  |  |  |  |

## Suites
L'opposition (USN) conteste le résultat de ces élections. Elle décide que ses élus ne siégeront pas et instaure un « Parlement parallèle ». Cependant, en juin, Aden Robleh Awaleh rejoint les bancs de l'Assemblée.